# Benjamin Mustafić
Benjamin Mustafić (mazedonisch Бењамин Мустафиќ; * 9. Juni 1998) ist ein nordmazedonischer Fußballspieler.

## Karriere
Mustafić begann seine Karriere beim SC Wollers. Zur Saison 2010/11 wechselte er zum FC Stadlau. Im Februar 2014 wechselte er in die Akademie des FC Admira Wacker Mödling, ehe er zur Saison 2014/15 wieder nach Stadlau zurückkehrte. Im Jänner 2015 wechselte er ein zweites Mal in die Akademie der Admira. Zur Saison 2015/16 schloss er sich den drittklassigen Amateuren des SKN an. Bei den SKN Juniors konnte er sich allerdings nie durchsetzen, in zweieinhalb Jahren in der Regionalliga kam er zu zehn Einsätzen.
Im Februar 2018 wechselte der Stürmer nach Tschechien zur Reserve des 1. FK Příbram. Zur Saison 2018/19 schloss er sich der Reserve des FK Teplice an. Im April 2019 stand er gegen Příbram erstmals im Profikader von Teplice. Sein erstes und einziges Spiel für die Profis machte er im Mai 2019, als er im Europa-League-Playoff der Fortuna liga gegen den FK Mladá Boleslav in der 77. Minute für Matěj Radosta eingewechselt wurde. Zur Saison 2020/21 wechselte er zum Drittligisten SK Hanácká Slavia Kroměříž. Für Hanácká kam er zu acht Einsätzen in der MFL.
Zur Saison 2021/22 kehrte Mustafić nach Österreich zurück und schloss sich dem Regionalligisten FCM Traiskirchen an. Für Traiskirchen kam er zu 18 Einsätzen in der Ostliga. Zur Saison 2022/23 wechselte er zum viertklassigen ASK Kottingbrunn.